# Media Galaxy
A Media Galaxy egy romániai kiskereskedelmi lánc, elektronikai és háztartási készülékeket forgalmaz 19 üzletben (2019), illetve online. 2004-ben nyílt meg, tulajdonosa a romániai Altex cég, székhelye Piatra Neamțon van. 

## Üzletek
- Bukarest
- Iași
- Arad
- Brassó
- Nagybánya
- Kolozsvár
- Konstanca
- Craiova
- Nagyvárad
- Pitești
- Suceava
- Marosvásárhely
- Temesvár